# NLAW
Le NLAW (acronyme de Next generation Light Antitank Weapon), connu également sous l'appellation locale suédoise Robot 57 (Rb 57) est un missile antichar portable conçu et réalisé par la société suédoise Saab Bofors Dynamics (en) et fabriqué à Belfast par Thales Air Defence, filiale du groupe Thales.

## Historique

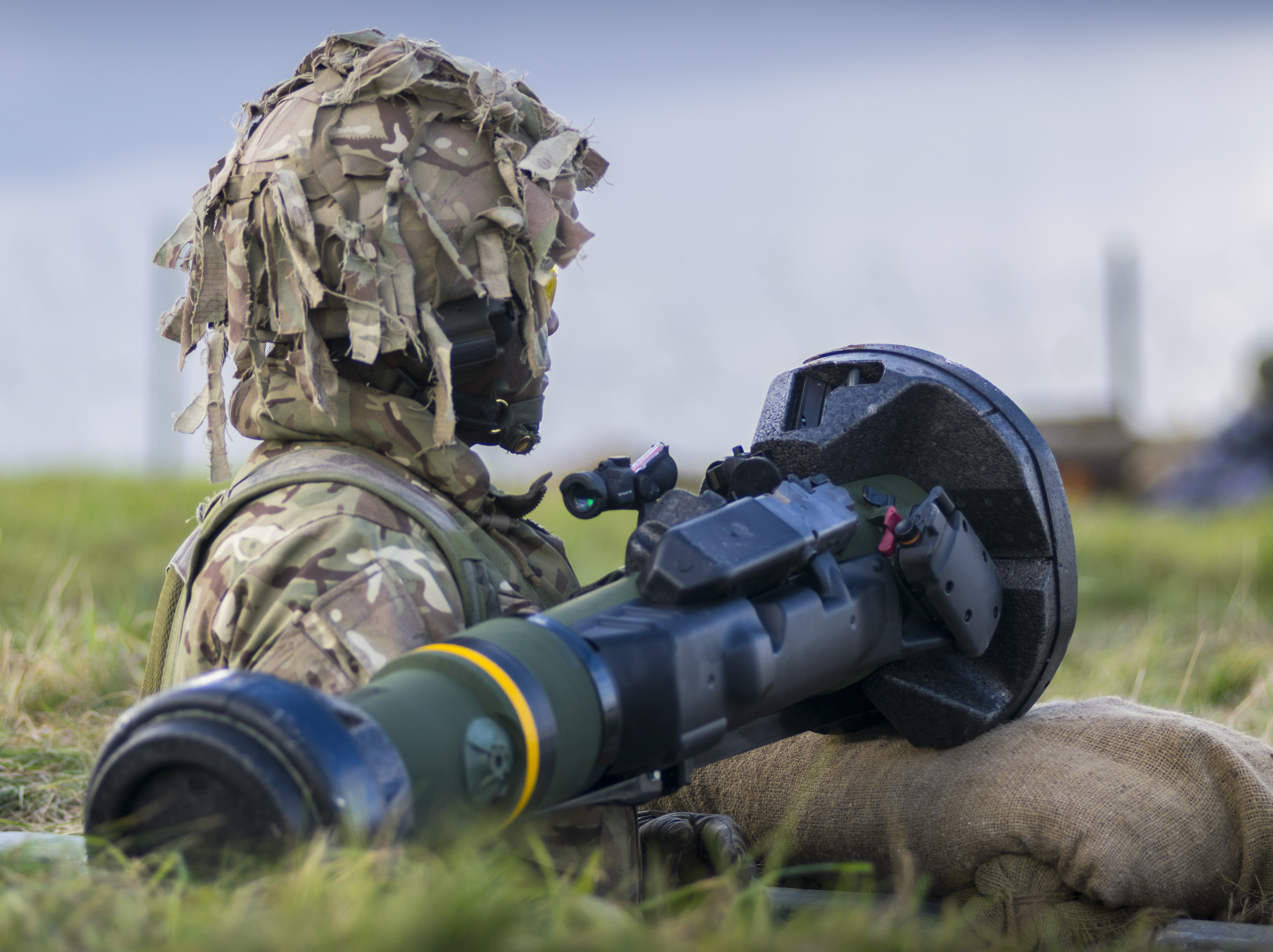
Un soldat de la British Army en manœuvre dans la plaine de Salisbury, en octobre 2016.

En 2002, les entreprises Saab Bofors Dynamics et Thales Air Defence ont débuté le développement conjoint de ce lance-missiles antichars en collaboration avec le ministère de la Défense britannique. Portant à l'origine l'appellation MBT LAW (Main Battle Tank and Light Anti-tank Weapon), le missile reprenait le système de guidage et la tête du missile antichar suédois BILL 2 tandis que le lanceur était basé sur des technologies développées pour le lance-roquette jetable AT4 CS et le canon sans recul Carl Gustav.

La fabrication du lanceur est réalisée par Saab à Eskilstuna et Karlskoga. 14 sous-traitants britanniques interviennent dans la fabrication de l'arme, l'assemblage final étant réalisé par Thales Air Defence à Belfast. Les capteurs inertiels sont réalisés par BAE Systems à Plymouth.

## Caractéristiques

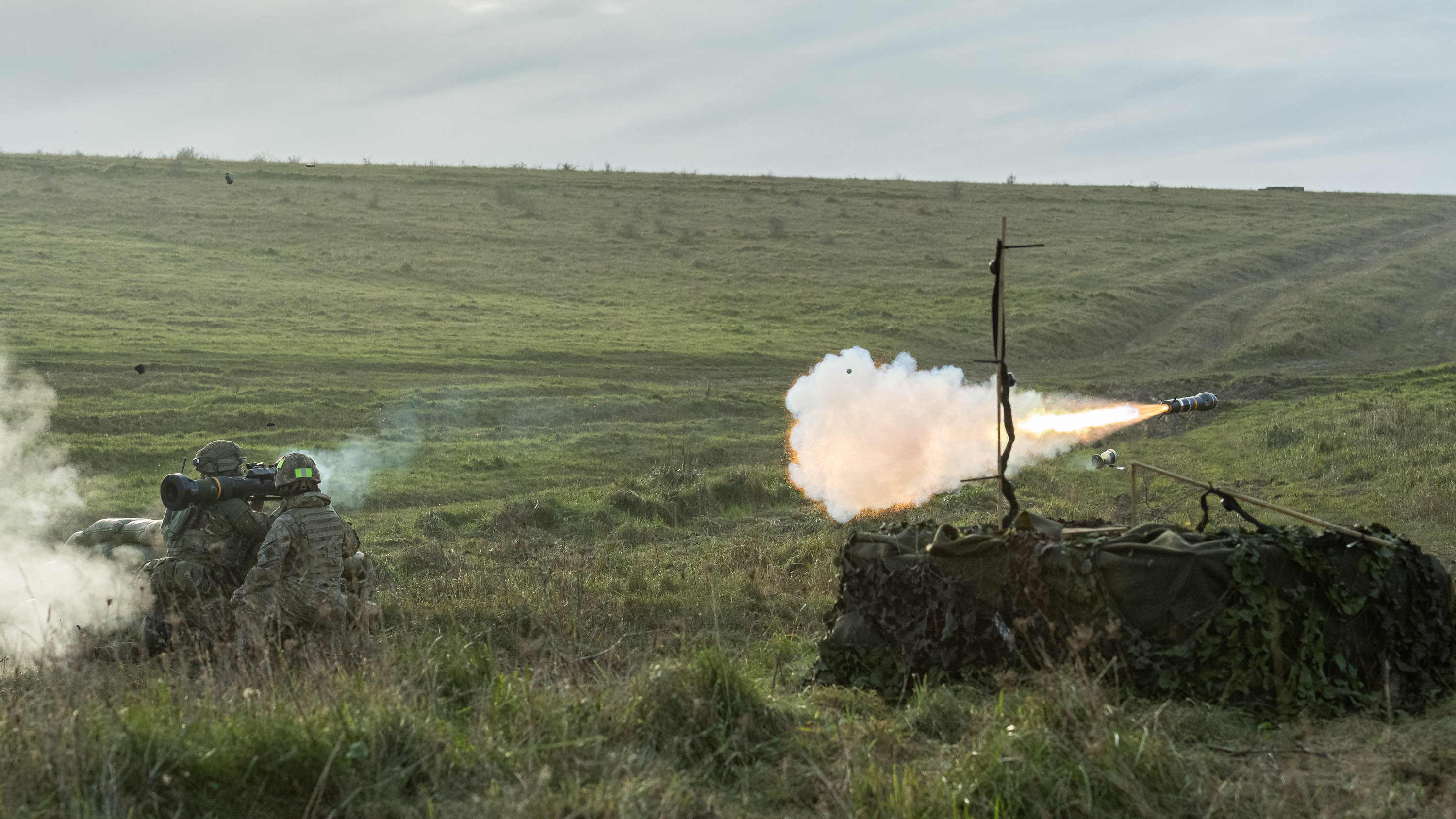
Tir d'un missile en 2020 par un soldat du régiment parachutiste de l'armée britannique.

Le NLAW est une arme de type tire et oublie. Le NLAW incorpore une lunette télescopique  ACOG TA41 de la société américaine Trijicon (en) possédant un grossissement de 2,5 et un champ de vision de 20°. Elle est censée fonctionner sur une plage de température allant de -46° à +71°. Le délai entre la détection de la cible et le tir est d'environ cinq secondes. Son conteneur de transport pèse 30 kg et cube 0,2 m3.
Le missile NLAW peut être tiré depuis des espaces confinés, son propulseur ne s'allumant qu'après l’éjection du missile, comme visible sur l'image incluse ci-contre. Il possède deux modes de tir : 
- Overfly Top Attack (OTA) : utilisé contre les véhicules blindés à l'arrêt ou en mouvement, le missile suit une trajectoire pré-programmée et survole à 1 m la ligne de visée du tireur. Le missile utilise une fusée de proximité magnétique et optique pour détecter sa cible qu'il survole avant de détoner au-dessus du toit, où le blindage est généralement moins épais. Sa charge génératrice de noyau possède un calibre de 102 mm, elle contient du PBX et est orientée à 90° vers le bas. Elle est capable de perforer une épaisseur de 500 mm d'acier à blindage[4] ainsi que du blindage réactif explosif[5].
- Direct Attack (DA) : utilisé contre les véhicules non-blindés tels que les pick-up armés, camions et hélicoptères ainsi que les bâtiments et les fortifications. La trajectoire du missile en vol suit directement la ligne de visée du tireur et le missile détone à l'impact[6].

## Utilisation au combat

### Invasion de l'Ukraine par la Russie en 2022
Avant l'invasion le Royaume-Uni avait livré 2 000 NLAW pour équiper l'armée ukrainienne, puis les livraisons se poursuivent après le début de l'invasion, elles sont au nombre de 1 615 autres le 9 mars 2022,. Une centaine, au moins, fut envoyée par le Luxembourg,. Le 24 mars 2022 le gouvernement britannique annonce la livraison de 6 000 NLAW supplémentaires. Sur les 600 chars russes perdus depuis le début de l'invasion début mai 2022, le haut-commandement ukrainien estime que 30 à 40 pour cent ont été détruits par des NLAW.

## Utilisateurs

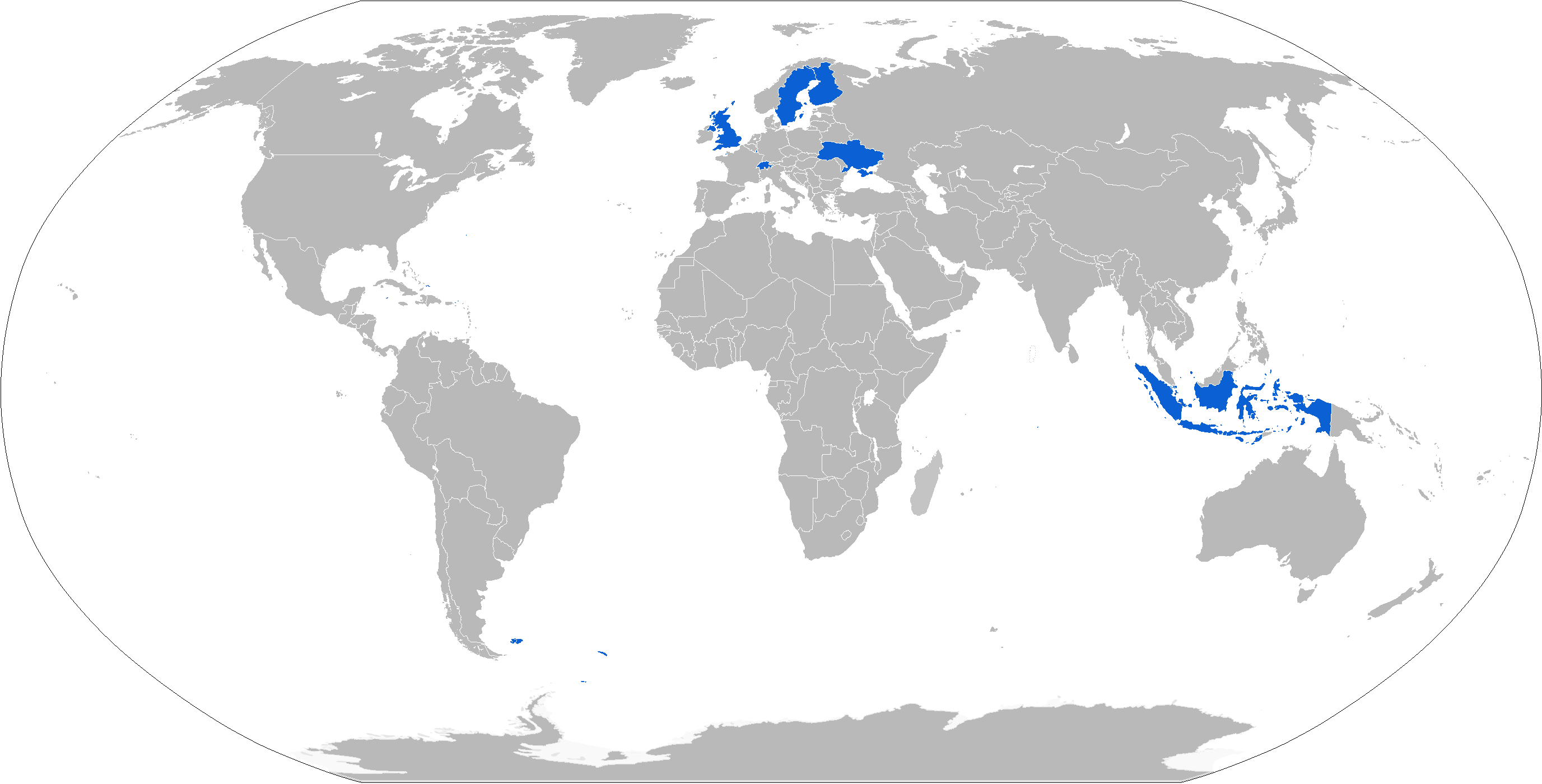
Carte des pays utilisateurs en bleu.

- Suède : entré en dotation en juin 2009 sous l'appellation de Robot 57 (Rb 57).
- Palestine (Hamas)
- Royaume-Uni :  20 000 exemplaires
- Luxembourg[13]
- Finlande[14]
- Suisse: équipe les grenadiers de char ; les formations d'infanterie quant à elles utilisent le MATADOR.
- Indonésie, environ 600 en 2019[15]
- Ukraine: fourni par le Royaume-Uni en janvier 2022 à la suite de la crise russo-ukrainienne de 2021-2022[16]
- Malaisie[17]
- France (à partir de 2025), en remplacement de l'Eryx et dans l'attente d'une solution nationale pour un « antichar courte portée » (ACCP) à l'horizon 2030[18].